# Alex Bowen
Alex Bowen (Buffalo, 21 maggio 1992) è uno sciatore freestyle statunitense, specialista nei salti.

## Biografia
In Coppa del Mondo ha esordito il 20 gennaio 2012 a Lake Placid (32º).
In carriera ha partecipato a un'edizione dei Campionati mondiali, Kreischberg 2015, vincendo la medaglia d'argento nei salti.

## Palmarès

### Mondiali
- 1 medaglia:
  - 1 argento (salti a Kreischberg 2015).

### Coppa del Mondo
- Miglior piazzamento in classifica generale: 62º nel 2015.

### Campionati statunitensi
- 1 medaglia[1]:
  - 1 argento (salti nel 2013).